# Austin Theory
Austin Theory (* 2. August 1997 in McDonough, Georgia) ist ein amerikanischer Wrestler. Er steht derzeit bei der WWE unter Vertrag und tritt regelmäßig in deren Show SmackDown auf. Sein bislang größter Erfolg ist der zweifache Erhalt der WWE United States Championship.

## Wrestling-Karriere

### Free Agent (2016–2019)
Am 5. Mai 2016 gab er unter dem Ringnamen Austin Theory sein professionelles Wrestling-Debüt und besiegte AR Fox bei einem WWA4-Event, um die WWA4-Schwergewichtsmeisterschaft zu gewinnen. Sein Progress Wrestling-Debüt gab Theory am 1. April 2017 bei einer gemeinsamen Show von Progress and Evolve, bei der er in einem Fatal Four Way Match gegen Keith Lee verlor, an dem auch Jason Kincaid und Blaster McMassive beteiligt waren. Am 12. August verlor Theory gegen Mark Haskins in einem Fatal Four Way Match, an dem auch Mark Andrews und Keith Lee beteiligt waren. In Kapitel 67 tat sich Theory mit Jinny zusammen, um Will Ospreay und Kay Lee Ray zu besiegen.

### Auftritte in Mexiko (2018–2019)
Am 16. Juni 2018 gab Theory sein Debüt bei The Crash Lucha Libre, wobei er gegen Rey Horus verlor. Am 2. März 2019 besiegte Theory Willie Mack, Bárbaro Cavernario und Sansón und gewann die Crash Heavyweight Championship. Am 14. Juni gab Theory sein CMLL-Debüt, in Zusammenarbeit mit Carístico und Volador Jr., um Rush und La Peste Negra (Bárbaro Cavernario und Negro Casas) zu besiegen.

### World Wrestling Entertainment (seit 2018)
Vor seiner Unterzeichnung bei der WWE nahm er im Februar 2018 an einem WWE-Tryout teil. Am 8. April, am 4. Tag von WrestleMania Axxess, verteidigte Theory seine WWN-Meisterschaft gegen Marcel Barthel.
Am 15. August 2019 wurde bekannt gegeben, dass er einen Vertrag bei WWE unterzeichnet hat. In der NXT-Folge vom 25. Dezember 2019 gab Theory sein In-Ring-Debüt und nahm eine offene Herausforderung von Roderick Strong für die NXT North American Championship an, dieses Match konnte er jedoch nicht gewinnen. In der NXT-Folge vom 8. Januar 2020 erzielte Theory seinen ersten Sieg, sein Gegner war Joaquin Wilde.
Theory erschien in der Folge von Raw vom 30. März 2020 als Mitglied von Zelina Vega in Zusammenarbeit mit Angel Garza und Seth Rollins, wo sie von Kevin Owens und den Raw Tag Team Champions The Street Profits Angelo Dawkins und Montez Ford besiegt wurden. Bei WrestleMania 36 forderte er zusammen mit Garza die Raw Tag Team Champions um die Titel heraus, das Match verloren sie jedoch. Nachdem sie Akira Tozawa in der Folge von Raw vom 13. April besiegt hatten, schloss er sich dem Stable von Zelina Vega und Andrade an. In der Folge von Raw vom 18. Mai 2020 wurde er jedoch von Andrade und Garza angegriffen, nachdem sie versehentlich ein Match gegen Kevin Owens und Apollo Crews verloren hatten, wodurch er aus dem Stable geworfen wurde. Später in derselben Nacht half er Seth Rollins und Murphy beim Angriff auf Aleister Black und schloss sich offiziell der Gruppe von Rollins an.
Mit einem Auftritt bei NXT am 26. August wurde offiziell bestätigt, dass Theory wieder bei NXT ist. Am 9. Dezember 2020 verkündete Johnny Gargano ein Stable namens The Way, auch Candice LeRae und Indi Hartwell wurden als Mitglieder ernannt.
Am 1. Oktober 2021 wurde er beim WWE Draft zu Raw verschoben. Am 11. April 2022 wurde sein Ringname zu Theory geändert. Am 18. April 2022 gewann er die WWE United States Championship, hierfür besiegte er Finn Bálor. Die Regentschaft hielt 75 Tage, er verlor den Titel am 2. Juli 2022 bei Money in the Bank 2022 an Bobby Lashley. In der gleichen Nacht gewann er das Money in the Bank Ladder Match, hierfür besiegte er Drew McIntyre, Omos, Sheamus, Sami Zayn, Riddle, Madcap Moss und Seth Rollins. Am 30. August 2022 wurde bekannt gegeben, dass er seinen alten Ringnamen zurückerhalten hat.
Am 26. November 2022 gewann er bei Survivor Series WarGames erneut die WWE United States Championship, hierfür besiegte er Bobby Lashley und Seth Rollins. Die Regentschaft hielt 258 Tage, er verlor den Titel am 11. August 2023 an Rey Mysterio.

## Titel und Auszeichnungen
- World Wrestling Entertainment
  - WWE United States Championship (2×)
  - Money in the Bank (Men’s 2022)
  - NXT Year-End Award (Future Star) (2020)
  - WWE SmackDown Tag Team Championship (1×)

- Black Gate
  - Black Gate Wrestling Heavyweight Championship (1×)

- The Crash Lucha Libre
  - The Crash Heavyweight Championship (1×)

- Evolve
  - Evolve Championship (1×)

- Full Impact Pro
  - FIP World Heavyweight Championship (1×)

- Fire Star Pro Wrestling
  - FSPW Heavyweight Championship (2×)

- Mucha Lucha Atlanta
  - MLA Global Championship (1×)

- National Championship Wrestling
  - NCW Heavyweight Championship (1×)

- Peachstate Wrestling Alliance
  - PWA Heritage Championship (1×)

- World Wrestling Network
  - WWN Championship (2×)

- WWA4
  - WWA4 Heavyweight Championship (1×)

- Xtreme Wrestling Alliance
  - XWA Heavyweight Championship (1×)

- Pro Wrestling Illustrated
  - Nummer 80 der Top 500 Wrestler in der PWI 500 im Jahr 2019